# جيمس س. دوزير
جيمس س. دوزير (بالإنجليزية: James C. Dozier)‏ هو عسكري أمريكي، ولد في 17 فبراير 1885 في Galivants Ferry, South Carolina ‏ في الولايات المتحدة، وتوفي في 24 أكتوبر 1974 في كولومبيا في الولايات المتحدة.